# NGC 4945
NGC 4945 je prečkasta spiralna galaktika u zviježđu Centauru. Nalazi se u galaktičkom skupu skupu M83 koji čine 44 galaktike.

## Vanjske poveznice
- (engl.) SEDS: NGC 4945
- (engl.) Revidirani Novi opći katalog
- (engl.) Izvangalaktička baza podataka NASA-e i IPAC-a
- (engl.) Astronomska baza podataka SIMBAD
- (engl.) VizieR